# Papia (ofício)
Papia (em grego: παπίας; pl. papiai) foi um título e ofício dedicado a eunucos da corte bizantina. O papia era responsável pela manutenção e segurança dos edifícios dos palácios imperiais de Constantinopla.  Comandava um extensa equipe e realizou um papel importante nas cerimônias palacianas. No período paleólogo, a título honorário de "grande papia" (megas papias) foi criado e concedido a aristocratas seniores.

## História

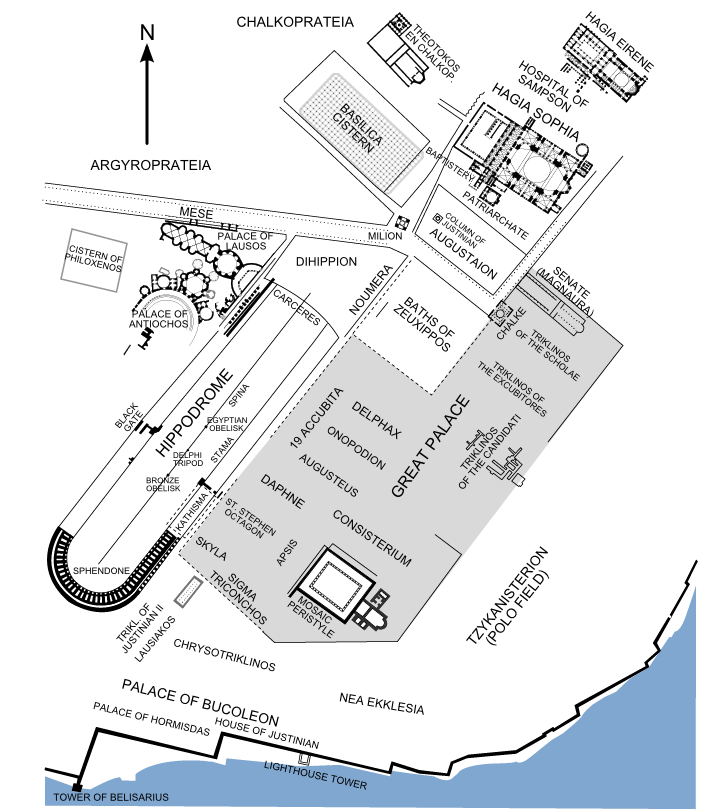
Planta do complexo dos palácios imperiais de Constantinopla.

O termo é etimologicamente conectado com πάππος ou παπᾶς ("pai, padre"). É primeiro atestado em um selo datado de ca. 550-650, e posteriormente na crônica de Teófanes, o Confessor no ano 780. Havia três papias, todos eunucos: um do Grande Palácio (em grego: παπίας τοῦ μεγάλου παλατίου; romaniz.: papias tou megalou palatiou), e dois outros para seus adjuntos, o Magnaura (em grego: παπίας τῆς Μαγναῦρας) e o palácio de Dafne (em grego: παπίας τῆς Δάφνης). O último foi criado pelo imperador Miguel III, o Ébrio (r. 842–867), enquanto o primeiro é atestado apenas no Cletorológio de Filoteu de 899. O papia do Grande Palácio era um oficial muito importante. Frequentemente estilizado grande papia (em grego: μέγας παπίας; romaniz.: megas papias), e usualmente ostentando o posto de protoespatário, era o porteiro do palácio e o responsável por sua segurança. Ele possuía as chaves para as portes do palácio, bem como de sua prisão, e abria-as todas as manhãs junto com o grande heteriarca. Ele, assim, controlava o acesso físico para os quartos imperiais, e era um importante elemento em qualquer conspiração contra a vida do imperador, como demonstrado nas usurpações de Miguel II, o Amoriano em 820 e Basílio I, o Macedônio em 867. É possível que, inicialmente, os outros dois papias eram subordinados do papia do Grande Palácio.
Como todos os funcionários seniores do palácio, o papia do Grande Palácio também cumpriu certas funções cerimoniais. Além do destravamento ritual das portas do palácio, ele, por exemplo, terminou formalmente as audiências imperiais diárias com chocalhando suas chaves, o símbolo de seu ofício. Em cerimônias para a promoção de oficiais, ele incensava a sala principal de audiência do Crisotriclino e o imperador, e em 1 de agosto, ele carregou uma cruz em processão através das ruas da capital, visitando os cidadãos mais ricos e recebendo donativos.
Por volta do século XII, o ofício de papia também foi provavelmente aberto aos não-eunucos. Novos papias para o Portão Calce e o novo palácio de Blaquerna são também atestados no século XII. No período paleólogo, o grande papia tornou-se uma dignidade específica concedida a membros seniores da aristocracia. No século XIII, foi provavelmente um ofício, mas tornou-se puramente honorífico no século XIV. Em meados do século XIV no Sobre os Ofícios de Jorge Codino, o título ocupou a vigésima segunda posição na hierarquia imperial bizantina, e suas insígnias eram: um bastão de madeira (dicanício) com alternância de botões vermelhos e dourados, um chapéu esciádio com bordados do tipo clápoto, outro tipo de chapéu chamado escarânico de seda branca e dourada com fios dourados e imagens do imperador bizantino na frente e atrás, e uma túnica de seda ou cabádio.

## Oficiais subordinados
Os papias estiveram a cargo de uma extensa equipe, que atuava na limpeza, iluminação e manutenção geral do palácio, e eram auxiliados por um vice, o deutero (em grego: δεύτερος; "o segundo"), que era separadamente responsável pela guarda da mobília imperial e insignia. Os subordinados do papia incluíam:
- Os diatários (em grego: διαιτάριοι [τοῦ μεγάλου παλατίου]; romaniz.: diaitárioi), sob um doméstico (em grego: δομέστικος [τοῦ μεγάλου παλατίου]). Eles eram camareiros responsáveis por vários quartos (em grego: δίαιται; romaniz.: diaitai) de cada palácio. Eles foram também conhecidos como hebdomadários (em grego: ἑβδομαδάριοι; romaniz.: hebdomadárioi), aparentemente porque eles trabalharam em turnos semanais.[2][15][16] Além disso, diatários de vários edifícios do complexo do Grande Palácio são também atestados no século X: dos palácios de Dafne e Magnaura, as salas do Consistório, o Ostiárico (Ostiarikon), o Estratorício (Stratorikion), os Dezenove Sofás e as capelas palacianas de São Estêvão e da Virgem.[8]
- Vários serventes inferiores: lustas (em grego: λουσταί; romaniz.: loustai; "banhistas"), responsáveis pelos banhos; os candeláptas (em grego: κανδηλάπται; romaniz.: kandelaptai; "Isqueiros"), responsáveis pela iluminação; os camênada (em grego: καμηνάδες; romaniz.: kamenades) ou caldários (em grego: καλδάριοι; romaniz.: kaldarioi), responsáveis pelo aquecimento; e os horólogos (em grego: ὡρολόγοι; romaniz.: horologoi), responsáveis pelos relógios. As funções de outros ofícios, como os zarábas (em grego: ζαράβαι; romaniz.: zarabai), são incertas.[5][3][17]

Nicolas Oikonomides também acrescenta o minsurador (em grego: μινσουράτωρ; romaniz.: minsourátor), um oficial responsável pela tenda do imperador bizantino quando em campanha, como um subordinado do papia. Equipes similares podem ter também existido para os papias de Magnaura e do palácio de Dafne.